# Власенко Михайло Антонович
Михайло Антонович Власенко (11 грудня 1940 року, Миропілля, Сумський район, Сумська область, УРСР, СРСР — 31 травня 2015 року, Харків, Україна) — український лікар, кардіолог, викладач, педагог, доктор медичних наук (1993), професор (2001). Заслужений діяч науки і техніки України (2004).

## Життєпис
Після закінчення школи із золотою медаллю розпочав трудову діяльність робітником у колгоспі.
Закінчив з відзнакою Харківський медичний інститут за спеціальністю «Лікувальна справа»(1964). Працював дільничним терапевтом Белопільської поліклініки, згодом завідувачем поліклінічного відділення. Під керівництвом академіка Малої Любові Трохимівни захистив спочатку кандидатську дисертацію на тему «Активність реніну у хворих на гіпертонічну хворобу і симптоматичними артеріальними гіпертоніями», (1970), а згодом і докторську дисертацію «Гуморальні та гемодинамічні аспекти захисту та репарації міокарда при інфаркті міокарда» (1993). З 1967 року працював на кафедрі госпітальної терапії, Харківський медичний інститут ; у 1977–95 роках — доцент цієї кафедри. Пройшов шлях від аспіранта, асистента, доцента до професора кафедри госпітальної терапії. З 1995 року завідувач кафедри терапії та нефрології у Харківській медичній академії післядипломної освіти МОЗ України (ХМАПО) (нині кафедра терапії, кардіології та нефрології ННІ післядипломної освіти Харківського національного медичного університету).
Протягом 20 років був консультантом відділення реанімації та інтенсивної терапії Національного інституту терапії імені Л. Т. Малої НАМН України та міської клінічної лікарні № 27, міської клінічної лікарні швидкої та невідкладної медичної допомоги імені проф. О. І. Мещанінова, обласної студентської лікарні, шпиталю МВС, санаторію «Роща», Харківських міських поліклінік № 8, 26. Мав клінічне мислення клініциста широкого профілю; його запрошували для участі в консиліумах та клінічних розборах найскладніших діагностичних хворих.
Результати наукових досліджень професора М. А. Власенка опубліковано у понад 430 наукових працях, у тому числі 7 монографіях, 1 підручнику та 14 патентах.
Під його керівництвом захищено 3 докторські та понад 20 кандидатських дисертацій.
М. А. Власенко — член редакційної колегії журналу «Проблеми безперервної медичної освіти та науки». Перший декан факультету сімейної медицини ХМАПО
У 2014 році виповнилося 50 років наукової, лікувальної та педагогічної діяльності професора Михайла Антоновича Власенка
Помер 31 травня 2015 року, похований у Харкові.

## Сфера наукових інтересів
- патогенез артеріальної гіпертензії, патогенетичні механізми гострого інфаркту міокарда, недостатності кровообігу та кардіогенного шоку;
- стан простагландинів, ренін-ангіотензинової та симпато-адреналової систем при серцево-судинній патології; питання ендотеліальної дисфункції
- розробка методів тромболітичної терапії, медикаментозного захисту міокарда та корекції гемодинамічних змін у гострому періоді інфаркту міокарда
- теоретичне обґрунтування щодо застосування нейрогуморальних модуляторів, зокрема інгібіторів АПФ, блокаторів АТ1-рецепторів ангіотензину II, блокаторів β-адренорецепторів та антагоністів альдостерону у клінічній кардіології для лікування пацієнтів з хронічною серцевою недостатністю
- питання нефропротекції при хронічній хворобі нирок, вторинні ренопаренхіматозні артеріальні гіпертензії
- проблеми кардіоендокринології при захворюваннях щитоподібної залози, цукровому діабеті, ожирінні

## Найбільш вагомі наукові праці
- Инфаркт миокарда [Текст] / Л. Т. Мала, М. А. Власенко, И. Ю. Микляев. — Москва: Медицина, 1981. — 486 с. : рис., табл.
- Неосложненные и осложненные формы заживления инфаркта миокарда [Текст]. / Л. Т. Малая, Н. И. Яблучанский, М. А. Власенко.- К.: Здоров'я, 1992.
- Оцінка впливу диссинхронії серця на якість життя хворих з хронічною серцевою недостатністю, поєднаною з цукровим діабетом типу 2 [Електронний ресурс] / М. А. Власенко, Ю. В. Родіонова, Д. О. Лопін // Лікарська справа. — 2014. — № 7-8. — С. 46-50. — Режим доступу: http://nbuv.gov.ua/UJRN/LiSp_2014_7-8_10
- Нейрогуморальные механизмы формирования эндотелиальной дисфункции и гемодинамических изменений у больных хронической сердечной недостаточностью при кардиоренальном синдроме 2 типа [Електронний ресурс] / М. А. Власенко, В. И. Кравцова // Проблеми безперервної медичної освіти та науки. — 2014. — № 1. — С. 47-52. — Режим доступу: http://nbuv.gov.ua/UJRN/Psmno_2014_1_13
- Структурно-функциональные особенности сердца у больных с хронической сердечной недостаточностью при гипотиреозе и воздействии радиационного фактора в профессиональных условиях [Електронний ресурс] / М. А. Власенко, В. С. Кулинич // Український терапевтичний журнал. — 2014. — № 1. — С. 50-52. — Режим доступу: http://nbuv.gov.ua/UJRN/UTJ_2014_1_14
- Системы нечёткой логики в диагностике диссинхронии миокарда [Електронний ресурс] / Т. А. Руденко, М. А. Власенко // ScienceRise. Medical science. — 2015. — № 5(4). — С. 52-61. — Режим доступу: http://nbuv.gov.ua/UJRN/texc_2015_5(4)__12

## Нагороди
- Заслужений діяч науки і техніки України (2004).
- Премія ім. М. Д. Стражеска АМН СРСР (1989).